# Helene Åberg
Helene Mona Åberg, ogift Åström , född 8 april 1972 i Växjö, är en svensk bildproducent och redigerare.
Åberg arbetade på Sveriges Television fram till 2008, då hon började på TV4. Helene Åberg har designat bokomslagen till böcker som Klimakteriahäxan och Dö och låta leva.
Hon och hennes kollega Jenny Söderqvist försvann i Kalahari i maj 2006. De har skrivit boken Exit Kalahari tillsammans. Den handlar om deras dagar i öknen. Medan alla letade efter dem och tidningarna skrev om dem så gick de genom öknen, bröt sig in i ett övergivet hus och lyckades starta en traktor med en konservöppnare och tog sig på det sättet tillbaka till civilisationen.
Helene Åberg är gift med meteorologen Pererik Åberg.